# 澳門內港至珠海灣仔跨境海上客運航線
澳門內港至珠海灣仔跨境海上客運航線，是一條來往澳門特別行政區澳門半島內港客運碼頭至廣東省珠海市香洲區灣仔街道灣仔口岸的渡輪航線，由粵通船務營運。

## 沿革

### 早期
1984年11月12日，澳門內港至珠海灣仔航線開始。，初期服務時間為08:00-17:00。澳門上落地點位於內港的14號碼頭（簡稱粵通碼頭）。

### 由14號碼頭遷往11A碼頭
2008年，為配合十六浦第2和第3期建設，十六浦所屬公司便全資興建新碼頭，以讓原於粵通碼頭停泊的所有客運航線，改到內港客運碼頭繼續營運。2008年2月16日，澳門特別行政區政府宣佈原位於內港14號碼頭的粵通客運碼頭停用，由位於內港11A碼頭的內港客運碼頭取代。
2008年2月22日，內港客運碼頭啟用，本航線正式遷往該碼頭開出。首班船於當天08:00由新啟用的碼頭開出前往珠海市灣仔口岸。
2015年1月13日，於本航線服務超過三十年的「珠澳2號」渡輪正式退役，由全新的「珠澳8號」渡輪替代。該渡輪由1984年開航起服務，使灣仔口岸成為第二個連接珠澳兩地的口岸。「珠澳2號」噸位祗有113噸，總功率僅83千瓦，載客量最高180人；而最新投入運作的「珠澳8號」總噸位189噸，總功率358千瓦，載客量280人，性能較以往渡輪高，航程方面由原來5分鐘縮短至3分鐘。

### 灣仔口岸因安全問題停用
2016年1月17日，因應灣仔口岸，臨時聯檢棚安全不符標準，當天起停用。本航線同步暫停營運。由於此乃內港客運碼頭，現時唯一的航線。內港客運碼頭，同步暫停營運，直至另行通知。
2019年8月20日，第五屆澳門特區行政長官選舉唯一侯選人賀一誠表示，當時珠海市灣仔口岸由於周邊道路有開挖工程而停用，工程將於2020年6月完成，之後有望可重啟有關口岸和本航線。
2019年12月初，消息指灣仔口岸重建工作進展迅速，計劃在2020年春節前恢復通關。
2019年12月26日，珠海市政府公佈，灣仔口岸已完成陸上基建工作。擬於2020年春節前，恢復通關。
2019年12月30日，澳門特區政府宣佈，灣仔口岸翌年（2020年）1月23日下午，正式恢復通關，並同步重啟本航線。時間為每天07:00-22:00。

### 2020年起：再度復航
2020年1月23日，灣仔口岸正式恢復通關。本航線恢復營運。
2020年1月26日，珠澳兩地受COVID-19疫情影響，本航線班距，改為30分鐘。
2020年3月27日，中國大陸广东省人民政府宣布，自該天06:00起，所有經中國大陸廣東省，任何一個出入境口岸入境的旅客(含港澳臺和中轉旅客)，須進行核酸檢測，並集中隔離十四天。因此，本航線由該天14:10起，暫停營運，直至另行通知。
2020年8月20日，經珠澳兩地政府充分溝通協商，全面評估兩地疫情實際情況後，本航線恢復營運。
2020年9月3日，班距調整為30分鐘。後續視中國大陸疫情防控政策，粵澳兩地情況而定。在合適時間，恢復班距為15分鐘。
2021年2月5日，本航線在傍晚時段加密班距，以疏導客流。
2021年8月4日起，因澳門出現四宗流入社區變異COVID-19病毒個案，往返澳門內港至珠海灣仔航線暫停營運，直至9月10日才恢復。
2021年9月25日14:00起，因澳門出現兩宗流入社區COVID-19確診個案，往返澳門內港至珠海灣仔航線，再次暫停營運。
2021年10月21日，隨著珠澳口岸放寬通關措施實施，澳門內港至珠海灣仔航線恢復營運。
2022年1月14日下午，因應珠海當地出現本土確診個案和疫情防控需要，澳門內港客運碼頭往返珠海灣仔口岸的海上客運服務，自2022年1月14日下午3時起暫停營運，直至同年1月31日復運。
2022年1月31日，因應珠海市本土疫情結束，航線復航，初期班次為半小時一班。
2022年4月25日晚上，受澳門內港多艘漁船連環大火影響，往返澳門內港客運碼頭至珠海灣仔口岸的海上客運服務航線臨時停航。期間計劃在翌日 (2022年4月26日) 上午恢復，但受大火死恢復燃影響，加上其中1艘漁船下沉位置影響航道通航，該航線繼續暫停直至另行通知。
2022年4月26日下午2時許，海事及水務局宣佈澳門內港至珠海灣仔海上客運航線，於當天下午3時復航。並要求船公司在復航時注意安全和在現場海面加放訊息指示燈，確保夜間航行安全。
2022年6月19日，因應澳門本土COVID-19疫情爆發，因應疫情防控需要，航線由當天中午12時起暫停至另行通知。
2022年8月5日，因應由該年6月至7月爆發的本土大規模COVID-19疫情結束，航線復航。初期班次為30分鐘一班，並會按實際情況加開航班。
2024年12月23日，為慶祝澳門特別行政區成立二十五周年紀念，本航線於當天營運日開放免費乘坐。

## 服務時間及班距
- 服務時間：每天07:00-22:00。

|                   |                   |
| 船期表            |                   |
| 澳門內港→珠海灣仔 | 珠海灣仔→澳門內港 |
| 07:10             | 07:20             |
| 07:40             | 07:50             |
| 08:10             | 08:20             |
| 08:40             | 08:50             |
| 09:10             | 09:20             |
| 09:40             | 09:50             |
| 10:10             | 10:20             |
| 10:40             | 10:50             |
| 11:10             | 11:20             |
| 11:40             | 11:50             |
| 12:40             | 12:50             |
| 13:10             | 13:20             |
| 13:40             | 13:50             |
| 14:10             | 14:20             |
| 14:40             | 14:50             |
| 15:10             | 15:20             |
| 15:40             | 15:50             |
| 16:10             | 16:20             |
| 16:40             | 16:50             |
| 17:00             | 17:10             |
| 17:50             | 18:00             |
| 18:20             | 18:30             |
| 18:50             | 19:00             |
| 19:10             | 19:20             |
| 19:40             | 19:50             |
| 20:10             | 20:20             |
| 20:40             | 20:50             |
| 21:10             | 21:20             |
| 21:45             | 22:00             |

備註：#為選擇性航班，客流稀疏時停駛。
航班表詳情 （页面存档备份，存于）

## 航行時間及使用船隻
- 約3至5分鐘
- 使用船隻：“珠澳6號”、“珠澳8號”

## 票價
澳門內港客運碼頭的售票工作，由粵通船務有限公司負責。珠海灣仔口岸的售票工作，則由珠海市珠澳渡輪有限公司負責。
| 澳門內港→珠海灣仔 |            |                |                |
| 成人單程票        | 成人往返票 | 珠澳居民單程票 | 珠澳居民往返票 |
| $35               | $48        | $23            | $33            |
| 珠海灣仔→澳門內港 |            |                |                |
| 成人單程票        | 成人往返票 | 珠澳居民單程票 | 珠澳居民往返票 |
| ￥30              | ￥42       | ￥18           | ￥28           |

## 使用情況
2012年1月下旬，中南區坊會拜訪粵通船務公司，了解本航線營運事宜、旅客人數，以及就延長通關時間、改善碼頭設施方面進行交流。而船公司表示贊成延長通關時間，並表示公司具有足夠的能力應付。 據了解，延長通關時間不是單方面，而是涉及粵、澳兩地海關、檢疫、邊防、衛生等多個方面的問題，因此需要粵、澳雙方的磋商和合作。
2012年國慶長假期間，由於拱北口岸人流眾多，不少居民轉經灣仔口岸出境，其中在該年10月3日更迎來客流高峰期，人數超過8,000人次。期間本航線實施延長通關措施，增加臨時渡輪航班至26班，紓緩拱北口岸的通關壓力。但兩海坊會和爐石塘坊會指，本航線班次疏，加上當時通關時間只由上午8點至11點半，下午1點至4點半，中午休息一個多小時，對往來兩地的遊客居民帶來不便。兩坊會代表均呼籲政府取消相關休息時間，同時延長本航線班次，方便兩地居民往返澳珠兩地。

## 未來發展
目前澳門內港客運碼頭僅設一條海上客運航線往返珠海市灣仔口岸，廣東省委橫琴工委委員、橫琴粵澳深度合作區執委會副主任符永革在2023年1月28日出席廣東省全省高質量發展大會中提到，將加快開通金融島碼頭至澳門內港客運碼頭的海上客運航線。
2023年2月6日，横琴在线微信公眾號發佈的報道，在深合區“要素跨境流动工程”中亦提到要加快开通金融岛码头至澳门内港航线，能够填补合作区在海上客运交通上的空白，织密跨境往来通道。
2023年5月中旬，橫琴粵澳深度合作區城市規劃和建設局發布了《橫琴粵澳深度合作區綜合交通樞紐總體發展規劃及橫琴北樞紐詳細規劃政府採購專案的合同公告》。其中包括橫琴北樞紐交通詳細規劃，橫琴將規劃橫琴環線、輕軌L2線、橫琴延伸線等軌道，以及琴澳碼頭等專案，而選址位於十字門水道旁的金融島。
2023年9月，深合區城市規劃和建設局表示，正部署籌劃開通新航線往來澳門內港碼頭與橫琴金融島，目前正前期論證碼頭的選址，待有具體時間表會再公布。
2023年10月7日，广东省政府采购网公示了一则有关“琴澳码头项目建设方案水利综合比选专题研究“的结果公告。由广州珠科院工程勘察设计有限公司中标，金額為195.5万人民幣，橫琴琴澳碼頭將設於金融島東北水域，毗鄰珠機城際鐵路橫琴北站大型樞紐。根據招標公告，橫琴擬建設橫琴金融島琴澳客運碼頭，開通澳門內港往返橫琴金融島跨境水上客運航線，打造粵港澳大灣區標誌性水上跨境新通道和交通旅遊新樞紐。